# Yukihisa Fujita

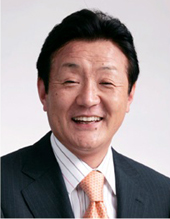
Yukihisa Fujita (2011)

Yukihisa Fujita (jap. 藤田 幸久, Fujita Yukihisa; * 19. April 1950 in Hitachi, Präfektur Ibaraki) ist ein japanischer Politiker (DPJ→DFP→DVP→KDP), von 2007 bis 2019 Abgeordneter für die Präfektur Ibaraki im Sangiin, dem japanischen Oberhaus, und von 2011 bis 2012 Vizeminister im Finanzministerium (Kabinett Noda).

## Leben
Fujita studierte an der Keiō-Universität Philosophie und war für die Demokratische Partei (DPJ) von 1996 bis 2000 und von 2003 bis 2005 Abgeordneter im Unterhaus. Von 2006 bis 2009 war er Gastdozent an der Seigakuin-Universität in Ageo.
Bei der Oberhauswahl 2007 kandidierte Fujita im Wahlkreis der Präfektur Ibaraki (vier Mandate, zwei zur Wahl) und kehrte mit einem Stimmenanteil von 43,4 % ins Parlament zurück. Von 2007 bis 2009 war er Vorsitzender des Sangiin-Ausschusses für Außenpolitik und Verteidigung. In dieser Funktion hinterfragte er 2008 und 2009 wiederholt die offizielle Darstellung der Terroranschläge vom 11. September 2001 in Reden und Anhörungen im Parlament. 2009 war er Mitautor eines Buches zum 11. September (9.11テロ疑惑国会追及―オバマ米国は変われるか, 9.11 tero giwaku kokkai tsuikyū – Obama beikoku wa kawareruka; ISBN 978-4906496433) und initiierte eine Petition, die vom US-Präsidenten eine neue unabhängige internationale Untersuchung des 11. September forderte.
Von 2010 bis 2011 war Fujita Vorsitzender des Sangiin-Ausschusses für Finanzpolitik, von 2011 bis 2012 er unter dem Kabinett Noda Vizeminister im Finanzministerium. Bei der Oberhauswahl 2013 wurde Fujita in Ibaraki zwar mit deutlichem Rückstand auf den Liberaldemokraten Ryōsuke Kōzuki, aber dem zweithöchsten Stimmenanteil (204.021 Stimmen, 17,6 %) für eine zweite Amtszeit wiedergewählt. In den Schattenkabinetten von Renhō Murata und Seiji Maehara (Vorsitzende der Nachfolgepartei der DPJ, der Demokratischen Fortschrittspartei, kurz DFP) war Fujita von 2016 bis 2017 als Außenminister vorgesehen.
Fujita beteiligte sich zwar an der umstrittenen Fusion der DFP mit der Kibō no Tō zur Demokratischen Volkspartei (DVP) im Mai 2018, reichte jedoch im Januar 2019 ein Parteiaustrittgesuch und bei der Konstitutionell-Demokratischen Partei (KDP) von Yukio Edano ein Eintrittsgesuch ein. Die DVP interpretierte dies als „bewusste Schädigung der Ehre und Einheit der Partei“ und schloss Fujita aus der Partei aus, ohne das Austrittsgesuch offiziell anzunehmen. Er trat im März des Jahres der KDP bei.
Bei der Wahl 2019 übernahm Neueinsteiger Takumi Onuma die KDP-Kandidatur in Ibaraki, und Fujita wechselte in die Verhältniswahl; dort erhielt er nur knapp 29.000 Stimmen landesweit und war damit auf Platz 13 der KDP-Liste abgeschlagen abgewählt.